# Mistrzostwa Europy w Lekkoatletyce 1938 – chód na 50 km mężczyzn

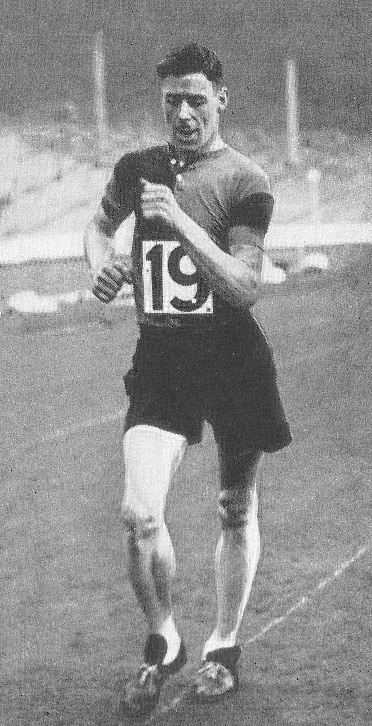
Harold Whitlock

Chód na dystansie 50 kilometrów mężczyzn był jedną z konkurencji rozgrywanych podczas II Mistrzostw Europy w Paryżu. Został rozegrany w niedzielę, 4 września 1938 roku. Zwycięzcą tej konkurencji został mistrz olimpijski z 1936, Brytyjczyk Harold Whitlock. W rywalizacji wzięło udział szesnastu zawodników z jedenastu reprezentacji.

## Rekordy
| Rekord świata     | Edgar Bruun (NOR)  | 4:26:41   | Oslo, Norwegia | 28.06.1936 |
| Rekord Europy     | Edgar Bruun (NOR)  | 4:26:41   | Oslo, Norwegia | 28.06.1936 |
| Rekord mistrzostw | Jānis Daliņš (LVA) | 4:49:52,6 | Turyn, Włochy  | 08.09.1934 |

## Wyniki
| Miejsce | Zawodnik           | Czas    | Uwagi |
| ------- | ------------------ | ------- | ----- |
| 1       | Harold Whitlock    | 4:41:51 | CR    |
| 2       | Herbert Dill       | 4:43:54 |       |
| 3       | Edgar Bruun        | 4:44:35 |       |
| 4       | Fritz Bleiweiß     | 4:45:24 |       |
| 5       | Antonio De Maestri | 4:53:56 |       |
| 6       | Evald Segerström   | 4:54:06 |       |
| 7       | Giuseppe Gobbato   | 4:56:20 |       |
| 8       | Anton Toscani      | 4:58:36 |       |
| 9       | Vasile Firea       | 5:22:31 |       |
| –       | Frank Bentley      | DNF     |       |
| –       | Sune Carlsson      | DNF     |       |
| –       | Jānis Daliņš       | DNF     |       |
| –       | Thierry Mathot     | DNF     |       |
| –       | Jaroslav Štork     | DNF     |       |
| –       | Pierre Bussières   | DQ      |       |
| –       | Louis Cambrai      | DQ      |       |